# هوگو لانگبورن کلندر
 هوگو لانگبورن کلندر (انگلیسی: Hugh Longbourne Callendar؛ زاده ۱۸ آوریل ۱۸۶۳ درگذشته ۲۱ ژانویهٔ ۱۹۳۰) یک فیزیک‌دان اهل بریتانیا بود.